# Haus Wittgenstein
Haus Wittgenstein (ook bekend als het Stonborough House en het Wittgenstein House) is een huis in modernistische stijl in Wenen, Oostenrijk. Het huis werd gebouwd in opdracht van Margaret Stonborough-Wittgenstein, die de architect Paul Engelmann vroeg een herenhuis voor haar te ontwerpen. Stonborough-Wittgenstein nodigde haar broer, de filosoof Ludwig Wittgenstein, uit om te helpen met het ontwerp. Uiteindelijk werd hij meer auteur dan helper.

## Commissie
In november 1925 gaf Stonborough-Wittgenstein Engelmann de opdracht een groot herenhuis te ontwerpen. Later nodigde ze haar broer, Ludwig Wittgenstein, uit om te helpen met het ontwerp, deels om hem af te leiden van het Haidbauer-incident in april 1926. Wittgenstein had een jongen geslagen die vervolgens het bewustzijn verloor, terwijl hij werkte als leraar op een basisschool.

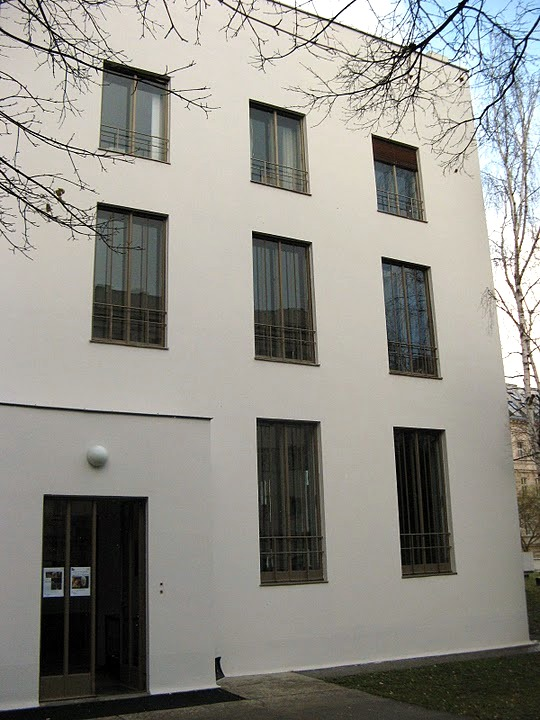
Wittgenstein werkte tussen 1926 en 1929 aan Haus Wittgenstein.

De oorspronkelijke architect was Paul Engelmann, iemand die Wittgenstein had leren kennen tijdens zijn opleiding tot artillerieofficier in Olomouc. Engelmann ontwierp een sober modernistisch huis in de stijl van Adolf Loos: drie rechthoekige blokken. Wittgenstein toonde een grote belangstelling voor het project en voor de plannen van Engelmann. Wittgenstein stortte zich ruim twee jaar in het project, in die mate dat Engelmann zelf Wittgenstein als de auteur van het eindproduct beschouwde. Hij concentreerde zich op de ramen, deuren, deurknoppen en radiatoren en eiste dat elk detail precies zou zijn zoals hij had gespecificeerd, tot het punt waarop iedereen die bij het project betrokken was, uitgeput was. Toen het huis bijna klaar was, liet hij het plafond 30 millimeter verhogen, zodat de kamer precies de afmetingen had die hij wilde.
Jacques Groag, een van de architecten, schreef in een brief: "Ik kom erg depressief thuis met hoofdpijn na een dag van de ergste ruzies, geschillen, ergernissen, en dit gebeurt vaak. Meestal tussen mij en Wittgenstein."
Waugh schreef dat Margaret uiteindelijk weigerde te betalen voor de veranderingen die Wittgenstein bleef eisen. Wittgenstein kocht een loterijticket voor zichzelf, in de hoop op die manier voor de dingen te betalen. Het kostte hem een jaar om de deurgrepen te ontwerpen, en nog een jaar om de radiatoren te ontwerpen. Elk raam was bedekt met een metalen scherm dat 150 kg woog, voortbewogen door een katrol die Wittgenstein had ontworpen. Bernhard Leitner, auteur van The Architecture of Ludwig Wittgenstein, zei erover dat er nauwelijks iets vergelijkbaars bestaat in de geschiedenis van het interieurontwerp: "Het is even ingenieus als duur. Een metalen gordijn dat in de vloer kon worden neergelaten."

## Voltooiing
In december 1928 was het huis klaar. De familie kwam daar die Kerstmis bijeen om de voltooiing ervan te vieren. De oudste zus van Ludwig, Hermine, beschreef het werk: "Hoewel ik het huis zeer bewonderde, heb ik altijd geweten dat ik er zelf niet in wilde of kon wonen. Het leek inderdaad veel meer een woning voor de goden dan voor een kleine sterveling als ik". Paul Wittgenstein, de broer van Ludwig, had er een hekel aan. Toen Margarets neef het huis verkocht, deed hij dat naar verluidt omdat zij er ook nooit van had gehouden.
Ludwig Wittgenstein zelf vond het huis te sober en zei dat het "goede manieren had, maar geen primordiaal leven of gezondheid".

## Na de Tweede Wereldoorlog
Na de Tweede Wereldoorlog werd het huis een kazerne en stallen voor Russische soldaten. Sinds 1975 is in het huis de culturele afdeling van de Bulgaarse ambassade gehuisvest.

## Galerij

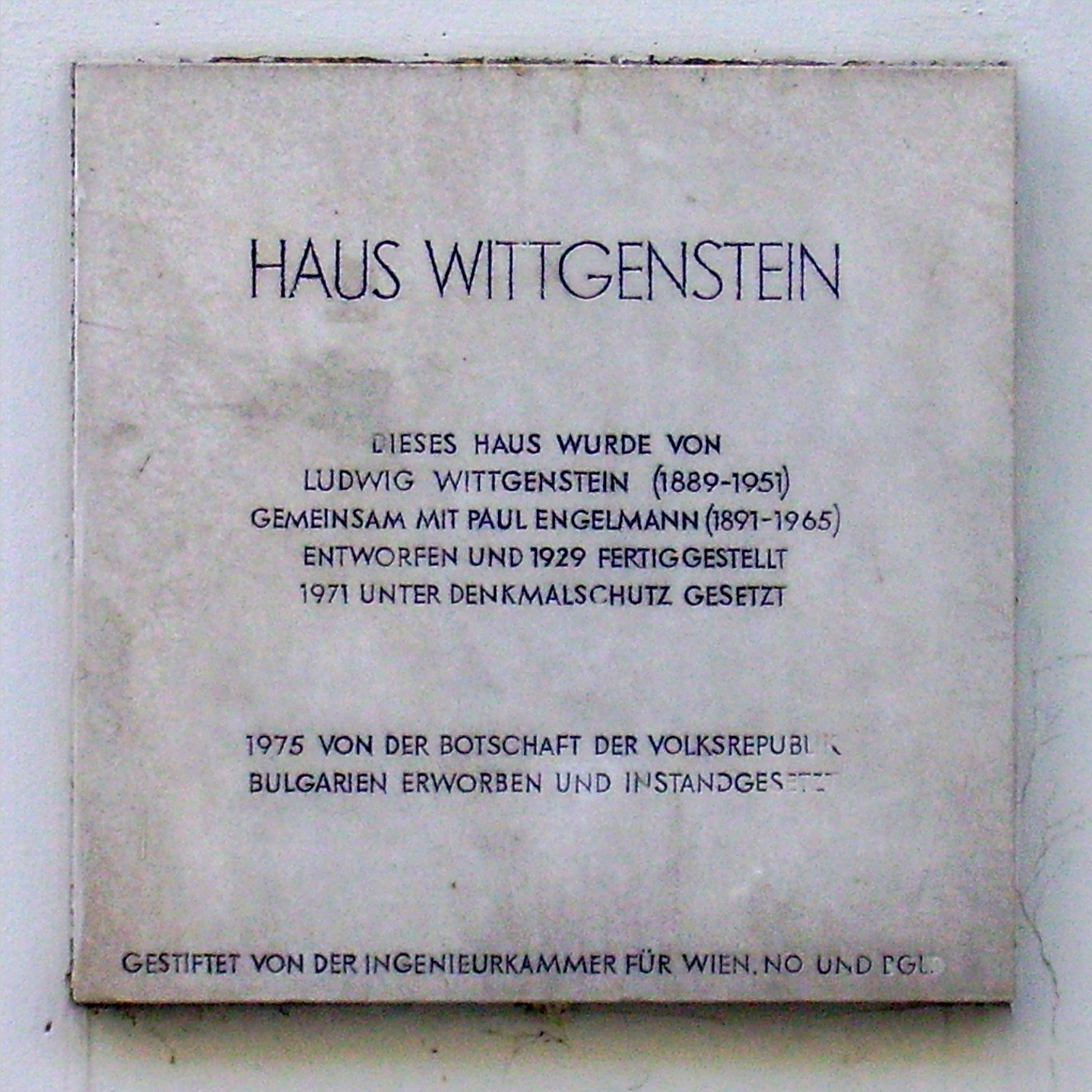
Een plaquette op het huis, nu de culturele afdeling van de Bulgaarse ambassade
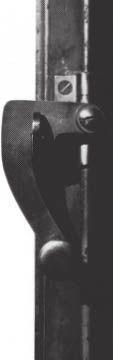
Raamvanger ontwierp door Wittgenstein
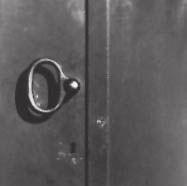
Deurkruk ontworpen door Wittgenstein